# Tierra de Ribadeo
La Tierra de Ribadeo (territorio de la ribera oriental del río Eo, sin vinculación administrativa con la inmediata villa gallega de Ribadeo), es uno de los nombres que durante buena parte de la Edad Media designaron la parte occidental de Asturias incluida en el antiguo concejo de Castropol, que se extendía aproximadamente entre los ríos Eo y Navia. 
Este territorio, previamente denominado Honor del Suarón (según Bernard F. Reilly y John Lynch, «el Honor» o «la Honor» en el reino asturleonés era el territorio en torno a un castillo que era otorgado como patrimonio a un noble, por razón de su participación en las campañas militares del rey) fue conocido como Entrambasaguas, Entrerríos y Tierra de Ribadeo. Este último nombre procede y hace referencia al río y la ría del Eo, y no guarda ninguna relación con el Burgo de Ribadeo (actual población de Ribadeo situada en la margen contraria de la ría del Eo; ría de la que procede también el nombre de este pueblo gallego, y no al revés.

## Origen histórico del término

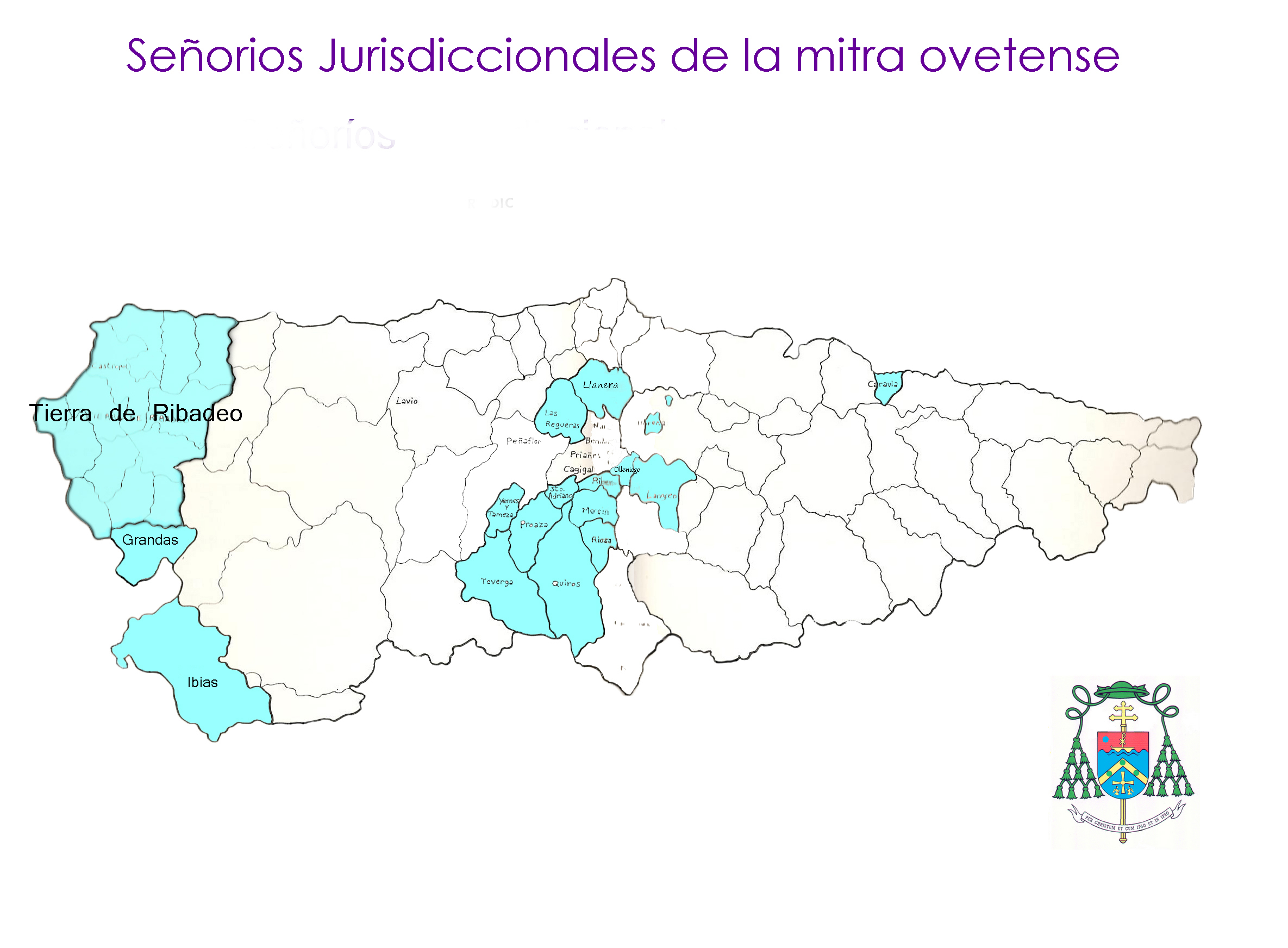
Señoríos jurisdiccionales de la mitra ovetense

Históricamente dicho territorio correspondía al que en época prerromana y romana ocupaban las tribus más nororientales de los pueblos galaicos lucenses, en particular el de los egobarros. Sin embargo, ya en la Alta Edad Media parece que la comarca queda adscrita al Reino de Asturias, pudiéndose citar numerosos textos medievales muy anteriores incluso a la donación de 1154 que sitúan estas tierras en territorio asturiano véase:

… item concedo ad ipsum locum et ad ipsos sanctos pro remedio anime mee. uilla que uocitant Sautello. Eube. deiiecente montibus. Lua. inter Asturias diuident et Galletia… (también concedo el mismo lugar y a los mismos santos en remedio de mi alma la villa que llaman Sotelo, adyacente al río Eo donde se divide Galicia y Asturias
Tumbo del Monasterio de Sobrado de los Monjes año 985, f. 19r- 19v

"… de monasterio quod est fundatum in Asturiis in villa nomine Taule, inter duo flumina purzia et ove", monasterio situado en la parroquia de Tol (Castropol).
Testamentum Sancte Marie de Taule quod fecit comes Fafila Spassanidz ovetensi ecclesie, año 1006.

-"Sancte Marie semper virginis... in cuius honore ist monasterium in Asturias", se refiere al Monasterio de Cartavio, (Coaña), dedicado a la Virgen María en Asturias.
Comissum de Kartavio quod fecit Ramimirus rex, año 978

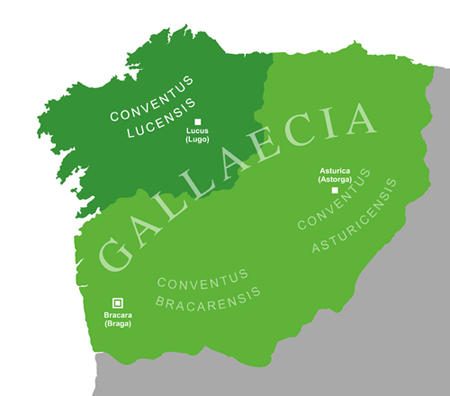
Extensión del convento lucense dentro de la provincia romana de Gallaecia a finales del

Para entender la adscripción del territorio al Reino de Asturias, el historiador Francisco Antonio Villaamil y Logares (1672-1732), en un manuscrito histórico escrito a principios del siglo XVIII que trata sobre la historia del antiguo concejo de Castropol, afirma que el castillo del Fiel (antiguo centro de poder de los tenientes de Honor del Suarón, Tenente Asturiis quienes comitis Asturias) 
«Y en la restauración acá, mirando las historias haber el victorioso Pelayo desde Covadonga donde la empezó corriendo lo de Cangas y Tineo y apoderándose de los castillos comarcanos hasta ponerse en frontera en las Asturias, que ninguna era más fuerte que la que las hace las aguas del Eo en nuestro distrito Castropolano, en cuyo fin hizo el fuerte del Fiel Fruela su sucesor, como indican letras que en él se hayaron cuando las casas consistoriales junto a él se reedificaron».
Otro testimonio es el del pergamino de la Catedral de Mondoñedo, datado en el año 867, (Tumbo Mondoñedo, p. 35-36, f. 196r) este documento justifica la donación por Alfonso II a la diócesis de Mondoñedo de diversos lugares en las Rías Altas gallegas que nunca pertenecieron a la diócesis de Britonia, con el propósito de compensar los recibidos de antiguo por la diócesis de Oviedo, como consecuencia de la 'saracenorum persecutionem'. Señala el texto indicado:

Quapropter concedimus tibi et sucessoribus tuis diocesim illam quae vocatur Trasancos, et Besancos, et Prucios, cum omnibus terminis suis procedentibus usque ad aquam iunqueras. Insuper adminis tibi illas ecclesias de Salagia per aquam de discessu usque ad montem qui vocatur Neni; et haec supradicta tibi confirmamus propter diocesim de Asturias, quam ovetensi sedi praebuimus; et deinceps de nostro iure et dominu omnium hominum radimus ut habeas tu et succesores tui in integrum.
Y damos a Mondoñedo y a sus Inglesias de Sogalia por donde corre el agua hasta el monte Neni, y esto antedicho lo damos en compensación de lo que antes tenía la Diócesis de Mondoñedo en Asturias y de aquí en adelante téngase esto por apartado de nuestro derecho y de nuestro dominio de todos los hombres para que tu y tus sucesores lo posean por entero.
Flórez (1764, Apéndice IV, p. 36)

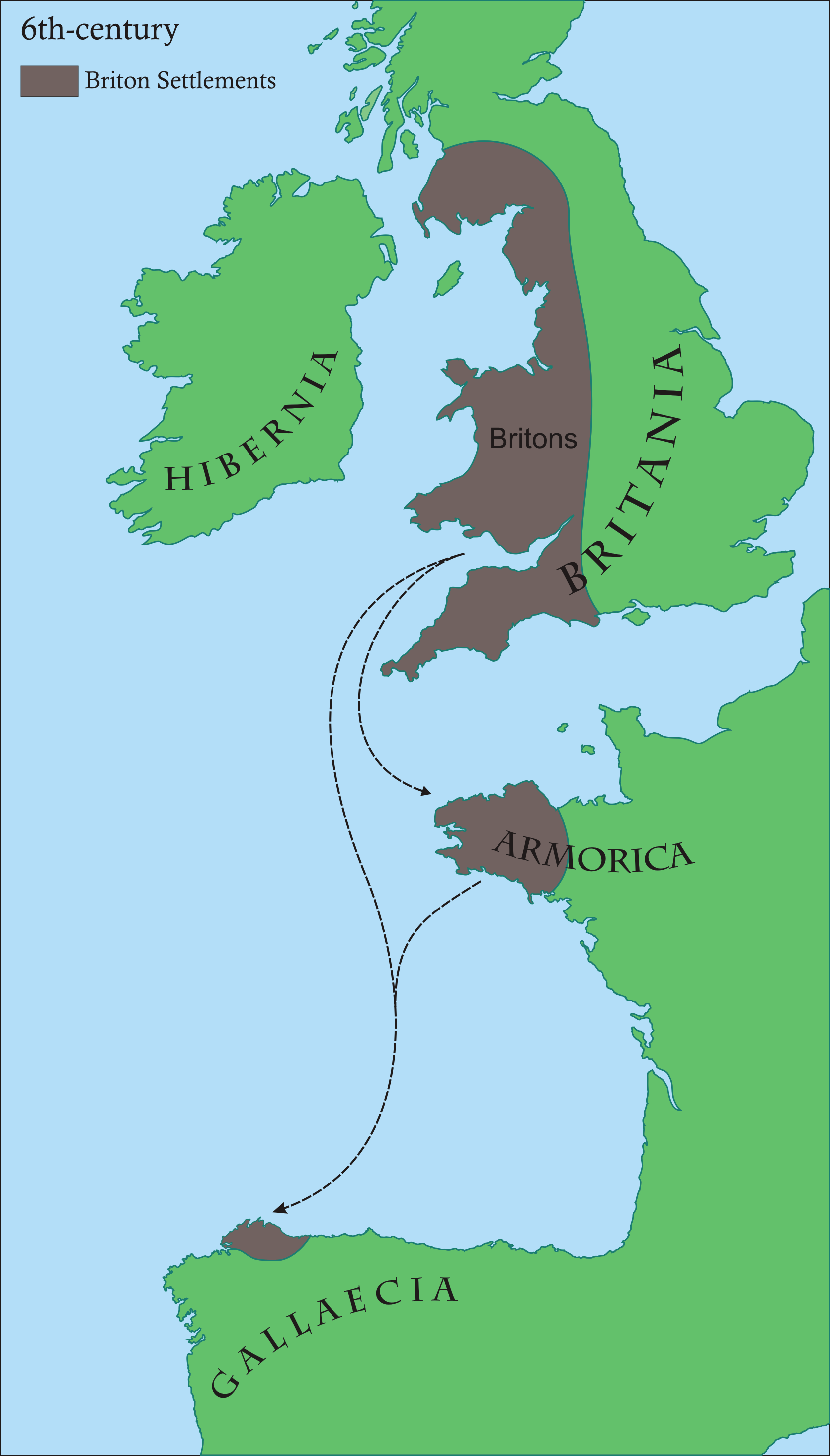
Mapa de los asentamientos bretones en el siglo

El padre Flórez al comentar este pasaje señala como la diócesis de Oviedo absorbió a la de Britonia y la incorporó a la nueva diócesis ovetense, (téngase presente que la diócesis de Oviedo carecía de antecedentes con anterioridad a la conquista musulmana), más luego de resurgida la diócesis de Mondoñedo declarada heredera de aquella, el rey compensa la privación de más de la mitad de su territorio por la asignación en compensación como territorio diocesano de Transancos, Besancos e Pruncios que toma en compensación de lo que antes tenía Mondoñedo en Asturias.
Durante la Alta Edad Media el territorio aparece dividido en diversas mandaciones, en los que presenta una importancia muy destacada los monasterios e institutos eclesiásticos, así los monasterios de San Martín de Mántaras, San Salvador de Tol, Santa María de Cartavio, Santa María de Miudes y posteriormente el ya citado de Villanueva de Oscos. Ante el debilitamiento de estas primitivas estructuras feudales, el poder episcopal pretenderá aglutinar en torno a sí a los institutos eclesiásticos, muy extendidos desde antiguo en la comarca. Los obispos ovetenses a partir del siglo XII empieza a articular las bases del poder político bastante fragmentado en el occidente asturiano a través de la consolidación de sus posesiones en la mandación cartaviense y en el monasterio de Tol.  
Sin embargo, estos intereses no se van a consolidar definitivamente sino hasta la adscripción del núcleo de poder de la comarca centrado en torno al castillo de Suarón. Así, por un acuerdo adoptado el 2 de enero de 1154, en las Cortes celebradas en Salamanca por el rey Alfonso VII, se confirman las cesiones que se habían venido efectuando al obispo Oviedo, y se hace donación a Martino II y a su Iglesia, entre otros bienes, del castillo de Suarón (...de illo castello de Sueirum quod est intre (sic) fluuium de Oue et fluuium de Nauia...) con todos sus términos, sus regalias y jurisdicciones. La tierra de Entrambasaguas pasa de depender del rey a depender directamente del Obispo, convirtiéndose mediante esta donación en una Obisparía. 
Dice Sandoval: 

A dos de Enero, Era 1192, estava el Emperador en Salamanca con su muger doña Rica y con sus hijos don Sancho y don Fernando; tratavan un pleyto muy reñido, los Obispos de Oviedo y de Lugo sobre las jurisdiciones de sus Obispados; y el Emperador, los concordó imponiendo la causa á gusto de las partes: aviendo primero tomado consejo con el Arçobispo de Toledo y otros Cavalleros y Prelados, como parece por la carta de concordia, hecha en este año á catorze de Enero; y porque el Obispo de Oviedo se agraviava algo del concierto del Emperador, le dió en satisfación el castillo de Siera

La organización por el obispo de la Tierra de Ribadeo y el movimiento repoblador en torno a las pueblas de Revoredo y posteriormente de Castropol, va a dar lugar a una estructura política el Antiguo concejo de Castropol, de extraordinaria complejidad tanto por sus dimensiones al abarcar lo que hoy son dieciséis concejos como por la forma de organización política a través de un sistema de elecciones de los cargos municipales en concejo abierto, El Campo del Tablado. Esta forma de organización política hunde sus raíces en las formas medievales precedentes y en la originalidad de la forma de organización social que deriva de la aplicación a las mismas del Fuero de Benavente, fuero dado por el obispo a los pobladores del Antiguo concejo de Castropol.
En la actualidad tiende a singularizarse esta zona asturiana con el nombre de Comarca histórica del Eo-Navia si bien la demarcación territorial de la Tierra de Ribadeo es ostensible más pequeña que la de aquella, al no comprender el denominado Honor de Grandas convertido también en Obisparía por Fernando II al obispo de Oviedo en 1181, esto es treinta años después de la donación de 1154.

## Arcedianato de Ribadeo
Esa misma nomenclatura dio lugar a que el arcedianato más occidental de la diócesis de Oviedo se llamara Arcedianato de Ribadeo, cuyo ámbito se extrapoló hasta  la Sierra de los Ancares, en los confines de las actuales provincias de Lugo y de León, hasta el río Nalón, ya en el centro de Asturias. Según un inventario diocesano ovetense efectuado en 1382 el arcedianato de Ribadeo incluía los arciprestazgos de Castiel de Navia (Navia de Suarna), Burón (Fonsagrada), Miranda (San Tirso de Abres), Ribadeo (Castropol), Grandas (Grandas de Salime), Navia de Luarca (Navia), Valdés (Trevías), Los Valles (Navelgas), Luiña (Luarca) y Pravia de Allende (Pravia hasta el Nalón; en contraposición a Pravia de Aquende, que estaba en la orilla derecha de dicho río y pertenecía al deanazgo de Oviedo). Una buena porción de los tres primeros incluía territorio gallego actual, que a mediados del siglo XX fue transferido al obispado de Lugo en un arreglo de los límites diocesanos efectuado con la intención de hacer coincidir las demarcaciones eclesiásticas con las administrativas civiles.